# Qualificazioni al campionato mondiale di calcio 2002 - Interzona
Nelle qualificazioni interzonali vi sono stati due spareggi, con partite di andata e ritorno, per decidere le ultime squadre a qualificarsi per Corea del Sud e Giappone 2002. Nello spareggio AFC-UEFA si sono affrontate l'Iran, in quanto vincitrice dello spareggio della zona asiatica, e l'Irlanda, in quanto migliore seconda classificata della UEFA. Nello spareggio CONMEBOL-OFC so sono affrontate l'Uruguay, in quanto quinta classificata del CONMEBOL, e l'Australia, in quanto vincitrice dell'OFC. La prima partita degli spareggi si è disputata il 10 novembre 2001 mentre l'ultima si è disputata il 25 novembre 2001.

## Spareggio AFC-UEFA
| Arbitro: | Pereira da Silva |

|                            |           |  |
| Harte 44’ (rig.) Keane 50’ | Marcatori |  |

| Arbitro: | Mattus |

|                  |           |  |
| Golmohammadi 90’ | Marcatori |  |

- L'Irlanda si è qualificata alla fase finale.

## Spareggio CONMEBOL-OFC
| Arbitro: | Cesari |

|                   |           |  |
| Muscat 78’ (rig.) | Marcatori |  |

| Arbitro: | Bujsaim |

|                           |           |  |
| Silva 14’ Morales 70’ 90’ | Marcatori |  |

- L'Uruguay si è qualificata alla fase finale.